# غوستافوس
غوستافوس (بالإنجليزية: Gustavus, Alaska) هي مدينة تقع في ولاية ألاسكا في الولايات المتحدة. تبلغ مساحة هذه المدينة 97.6 (كم²)، وترتفع عن سطح البحر 3 م، بلغ عدد سكانها 442 نسمة في عام 2010 حسب إحصاء مكتب تعداد الولايات المتحدة.

## التركيبة السكانية
حدّد مكتب تعداد الولايات المتحدة بيانات التركيبة السكانية لغوستافوس في تعداد الولايات المتحدة. في ما يلي، التركيبة السكانية حسب تعدادي 2000 و2010.

### تعداد عام 2000
بلغ عدد سكان غوستافوس 429 نسمة بحسب تعداد عام 2000، وبلغ عدد الأسر 199 أسرة وعدد العائلات 114 عائلة مقيمة في المدينة. في حين سجلت الكثافة السكانية 2.9 نسمة لكل كيلومتر مربع (7.5/ميل2). وبلغ عدد الوحدات السكنية 345 وحدة بمتوسط كثافة قدره 2.3 لكل كيلومتر مربع (6.0/ميل2).
وتوزع التركيب العرقي للمدينة بنسبة 89.28% من البيض و4.20% من الأمريكيين الأصليين و0.23% من الأمريكيين ذوي الأصول الآسيوية و0.23% من سكان جزر المحيط الهادئ و1.63% من الأعراق الأخرى و4.43% من عرقين مختلطين أو أكثر و1.40% من الهسبانيون أو اللاتينيون من أي عرق.
بلغ عدد الأسر 199 أسرة كانت نسبة 27.6% منها لديها أطفال تحت سن الثامنة عشر تعيش معهم، وبلغت نسبة الأزواج القاطنين مع بعضهم البعض 47.2% من أصل المجموع الكلي للأسر، ونسبة 6% من الأسر كان لديها معيلات من الإناث دون وجود شريك، بينما كانت نسبة 4% من الأسر لديها معيلون من الذكور دون وجود شريكة وكانت نسبة 42.7% من غير العائلات. تألفت نسبة 38.2% من أصل جميع الأسر من عدة أفراد يعيشون في نفس المنزل ونسبة 5.5% كانت تتألف من شخص يعيش بمفرده يبلغ من العمر 65 عاماً أو أكثر. وبلغ متوسط حجم الأسرة المعيشية 2.16، أما متوسط حجم العائلات فبلغ 2.89.
بلغ العمر الوسطي للسكان 40.3 عاماً. وكانت نسبة 26.1% من القاطنين تحت سن الثامنة عشر، وكانت نسبة 3% بين الثامنة عشر والرابعة والعشرين عاماً، ونسبة 29.6% كانت واقعةً في الفئة العمرية ما بين الخامسة والعشرين والرابعة والأربعين عاماً، ونسبة 36.4% كانت ما بين الخامسة والأربعين والرابعة والستين، ونسبة 4.9% كانت ضمن فئة الخامسة والستين عاماً فما فوق. يوجد لكل 100 أنثى 128.2 ذكر، ويوجد لكل 100 أنثى في الثامنة عشر من عمرها فما فوق 134.8 ذكر.
بلغ متوسط دخل الأسرة في المدينة 34,766 دولارًا، أما متوسط دخل العائلة فبلغ 51,786 دولارًا. وكان متوسط دخل الذكور 41,750 دولارًا مقابل 29,375 دولارًا للإناث. وسجل دخل الفرد الخاص بالمدينة 21,089 دولارًا. وكانت نسبة 9.6% من العائلات ونسبة 14.6% من السكان تحت خط الفقر، وكان من هؤلاء نسبة 13.2% تحت سن الثامنة عشر ونسبة 13.6% في الخامسة والستين من العمر وما فوق.

### تعداد عام 2010
بلغ عدد سكان غوستافوس 442 نسمة بحسب تعداد عام 2010، وبلغ عدد الأسر 212 أسرة وعدد العائلات 126 عائلة مقيمة في المدينة. في حين سجلت الكثافة السكانية 3 نسمة لكل كيلومتر مربع (7.8/ميل2). وبلغ عدد الوحدات السكنية 488 وحدة بمتوسط كثافة قدره 3.3 لكل كيلومتر مربع (8.5/ميل2).
وتوزع التركيب العرقي للمدينة بنسبة 91.40% من البيض و2.71% من الأمريكيين الأصليين و1.13% من الأمريكيين ذوي الأصول الآسيوية و0.23% من سكان جزر المحيط الهادئ و0.23% من الأعراق الأخرى و4.30% من عرقين مختلطين أو أكثر و1.58% من الهسبانيون أو اللاتينيون من أي عرق.
بلغ عدد الأسر 212 أسرة كانت نسبة 20.3% منها لديها أطفال تحت سن الثامنة عشر تعيش معهم، وبلغت نسبة الأزواج القاطنين مع بعضهم البعض 54.7% من أصل المجموع الكلي للأسر، ونسبة 1.4% من الأسر كان لديها معيلات من الإناث دون وجود شريك، بينما كانت نسبة 3.3% من الأسر لديها معيلون من الذكور دون وجود شريكة وكانت نسبة 40.6% من غير العائلات. تألفت نسبة 35.4% من أصل جميع الأسر من عدة أفراد يعيشون في نفس المنزل ونسبة 4.7% كانت تتألف من شخص يعيش بمفرده يبلغ من العمر 65 عاماً أو أكثر. وبلغ متوسط حجم الأسرة المعيشية 2.08، أما متوسط حجم العائلات فبلغ 2.71.
بلغ العمر الوسطي للسكان 49.1 عاماً. وكانت نسبة 18.3% من القاطنين تحت سن الثامنة عشر، وكانت نسبة 4.1% بين الثامنة عشر والرابعة والعشرين عاماً، ونسبة 20.4% كانت واقعةً في الفئة العمرية ما بين الخامسة والعشرين والرابعة والأربعين عاماً، ونسبة 44.6% كانت ما بين الخامسة والأربعين والرابعة والستين، ونسبة 12.7% كانت ضمن فئة الخامسة والستين عاماً فما فوق. وتوزع التركيب الجنسي للسكان بنسبة 50.7% ذكور و49.3% إناث.

## المناخ
يظهر الجدول التالي التغييرات المناخية على مدار السنة لغوستافوس:
| البيانات المناخية لـغوستافوس      | البيانات المناخية لـغوستافوس | البيانات المناخية لـغوستافوس | البيانات المناخية لـغوستافوس | البيانات المناخية لـغوستافوس | البيانات المناخية لـغوستافوس | البيانات المناخية لـغوستافوس | البيانات المناخية لـغوستافوس | البيانات المناخية لـغوستافوس | البيانات المناخية لـغوستافوس | البيانات المناخية لـغوستافوس | البيانات المناخية لـغوستافوس | البيانات المناخية لـغوستافوس | البيانات المناخية لـغوستافوس |
| الشهر                             | يناير                        | فبراير                       | مارس                         | أبريل                        | مايو                         | يونيو                        | يوليو                        | أغسطس                        | سبتمبر                       | أكتوبر                       | نوفمبر                       | ديسمبر                       | المعدل السنوي                |
| --------------------------------- | ---------------------------- | ---------------------------- | ---------------------------- | ---------------------------- | ---------------------------- | ---------------------------- | ---------------------------- | ---------------------------- | ---------------------------- | ---------------------------- | ---------------------------- | ---------------------------- | ---------------------------- |
| الدرجة القصوى °ف (°م)             | 54 (12)                      | 57 (14)                      | 60 (16)                      | 70 (21)                      | 80 (27)                      | 88 (31)                      | 87 (31)                      | 87 (31)                      | 75 (24)                      | 65 (18)                      | 58 (14)                      | 52 (11)                      | 88 (31)                      |
| متوسط درجة الحرارة الكبرى °ف (°م) | 30.4 (−0.9)                  | 35.7 (2.1)                   | 38.7 (3.7)                   | 48 (9)                       | 55.3 (12.9)                  | 60.9 (16.1)                  | 63.4 (17.4)                  | 63 (17)                      | 57 (14)                      | 47.7 (8.7)                   | 38 (3)                       | 33.8 (1.0)                   | 47.7 (8.7)                   |
| متوسط درجة الحرارة الصغرى °ف (°م) | 19 (−7)                      | 23 (−5)                      | 24.8 (−4.0)                  | 31.4 (−0.3)                  | 37.7 (3.2)                   | 44.1 (6.7)                   | 48.1 (8.9)                   | 47 (8)                       | 41.9 (5.5)                   | 35.6 (2.0)                   | 27.3 (−2.6)                  | 24.3 (−4.3)                  | 33.7 (0.9)                   |
| أدنى درجة حرارة °ف (°م)           | −20 (−29)                    | −16 (−27)                    | −13 (−25)                    | 3 (−16)                      | 14 (−10)                     | 25 (−4)                      | 31 (−1)                      | 28 (−2)                      | 22 (−6)                      | 2 (−17)                      | −15 (−26)                    | −21 (−29)                    | −21 (−29)                    |
| الهطول إنش (مم)                   | 4.42 (112)                   | 3.66 (93)                    | 2.93 (74)                    | 2.53 (64)                    | 2.84 (72)                    | 2.55 (65)                    | 3.81 (97)                    | 4.91 (125)                   | 7.21 (183)                   | 8.6 (220)                    | 6.23 (158)                   | 6.03 (153)                   | 55.72 (1٬415)                |
| متوسط تساقط الثلوج إنش (سم)       | 19.7 (50)                    | 14.6 (37)                    | 12.2 (31)                    | 2.1 (5.3)                    | 0.2 (0.51)                   | 0 (0)                        | 0 (0)                        | 0 (0)                        | 0 (0)                        | 0.8 (2.0)                    | 9.7 (25)                     | 16.7 (42)                    | 76.1 (193)                   |
| متوسط أيام هطول الأمطار           | 17                           | 16                           | 16                           | 16                           | 17                           | 15                           | 17                           | 18                           | 21                           | 24                           | 20                           | 20                           | 217                          |
| المصدر:                           |                              |                              |                              |                              |                              |                              |                              |                              |                              |                              |                              |                              |                              |

## وصلات خارجية
- www.gustavus-ak.gov
- Community Information نسخة محفوظة 24 فبراير 2014 على موقع واي باك مشين.